# Rafael López Gómez
Rafael López Gómez známý jako Rafa (* 9. dubna 1985, Peñafiel, Španělsko) je španělský fotbalový obránce, který hraje v současnosti za německý klub SC Paderborn 07. Hraje na postu stopera (středního obránce).
Mimo Španělska působil v Německu.